# Myripristis seychellensis
Myripristis seychellensis — вид бериксоподібних риб родини Голоцентрові (Holocentridae).

## Опис
Риба завдовжки до 23 см. Тіло коричнево-червоного забарвлення.

## Поширення
Зустрічається на заході Індійського океану біля Сейшельських островів, Реюньйону та Мадагаскару. Морський, демерсальний вид, асоційований з рифами. Мешкає у тропічних водах на глибині 2-21 м.